# An Fál Carrach
An Fál Carrach (Engels: Falcarragh) is een plaats in het Ierse graafschap Donegal. De plaats bevindt zich in de Gaeltacht en maakt deel uit van de parochie Cloch Cheann Fhaola